# Phorinia humilis
Phorinia humilis là một loài ruồi trong họ Tachinidae.